# Dombegyház
Dombegyház (în română Dâmbighaz) este un sat în districtul Mezőkovácsháza, județul Békés, Ungaria, având o populație de 2.177 de locuitori (2011). 

## Demografie
Componența etnică a satului Dombegyház
     Maghiari (95,07%)
     Români (3,23%)
     Romi (1,26%)
     Alții (0,44%)
Componența confesională a satului Dombegyház
     Romano-catolici (45,38%)
     Fără religie (21,54%)
     Reformați (3,9%)
     Necunoscută (26,83%)
     Alte religii (2,66%)
Conform recensământului din 2011, satul Dombegyház avea 2.177 de locuitori. Din punct de vedere etnic, majoritatea locuitorilor (95,07%) erau maghiari, existând și minorități de români (3,23%) și romi (1,26%). Nu există o religie majoritară, locuitorii fiind romano-catolici (45,38%), persoane fără religie (21,54%) și reformați (3,9%). Pentru 26,83% din locuitori nu este cunoscută apartenența confesională.